# Lautenbach (Haut-Rhin)
Lautenbach ist eine französische Gemeinde mit 1510 Einwohnern (Stand 1. Januar 2022) im Département Haut-Rhin in der Region Grand Est (bis 2015 Elsass). Sie gehört zum Arrondissement Thann-Guebwiller, zum Kanton Guebwiller und ist Mitglied des Gemeindeverbandes Région de Guebwiller.

## Geografie
Die Gemeinde Lautenbach liegt im Lauch-Tal in den Vogesen, etwa 30 Kilometer südwestlich von Colmar. Nordöstlich von Lautenbach erhebt sich der 1272 m hohe Petit Ballon (Kahler Wasen). Das Gemeindegebiet ist Teil des Regionalen Naturparks Ballons des Vosges.
Zu Lautenbach gehören die Ortsteile Schweighouse und Saint-Gangolf.

## Geschichte
Von 1871 bis zum Ende des Ersten Weltkrieges gehörte Lautenbach als Teil des Reichslandes Elsaß-Lothringen zum Deutschen Reich und war dem Kreis Gebweiler im Bezirk Oberelsaß zugeordnet.

### Bevölkerungsentwicklung
| Jahr      | 1910  | 1962 | 1968 | 1975 | 1982 | 1990 | 1999 | 2007 | 2017 |
| --------- | ----- | ---- | ---- | ---- | ---- | ---- | ---- | ---- | ---- |
| Einwohner | 2.049 | 1127 | 1262 | 1315 | 1372 | 1394 | 1572 | 1570 | 1511 |

## Sehenswürdigkeiten
- Die Stiftskirche St-Michel et St-Gangolphe wurde im 12. Jahrhundert im romanischen Stil erbaut.
- Neun Häuser für Kanoniker des Kollegiatstifts Lautenbach wurden im 18. Jahrhundert im Barockstil errichtet.
- Der Bahnhof von 1884, früher Endbahnhof der Bahnstrecke Bollwiller–Lautenbach, war Kulisse im Film Jules et Jim von François Truffaut.
- Kirche St. Michael im Ortsteil Schweighouse

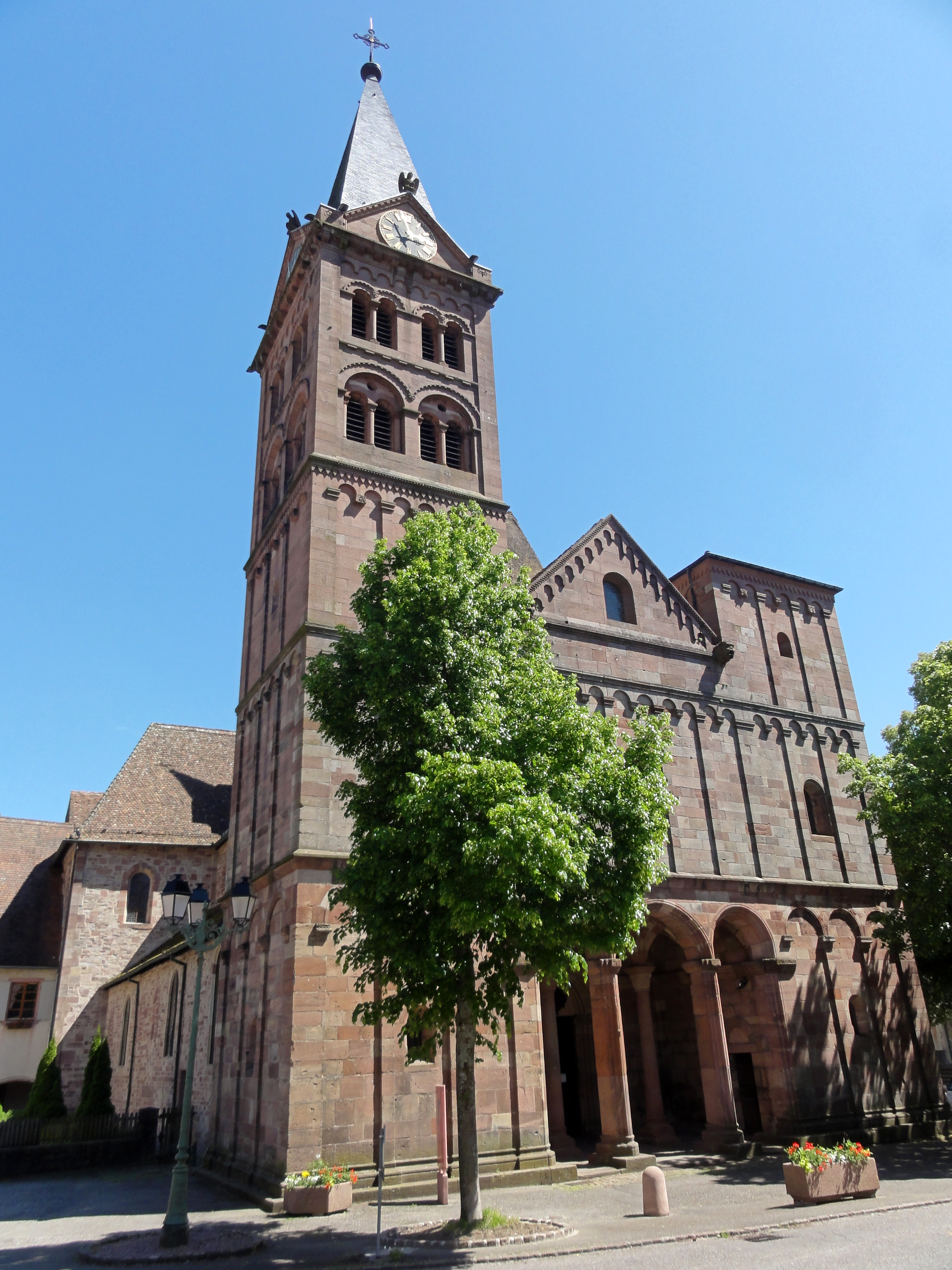
Stiftskirche Lautenbach
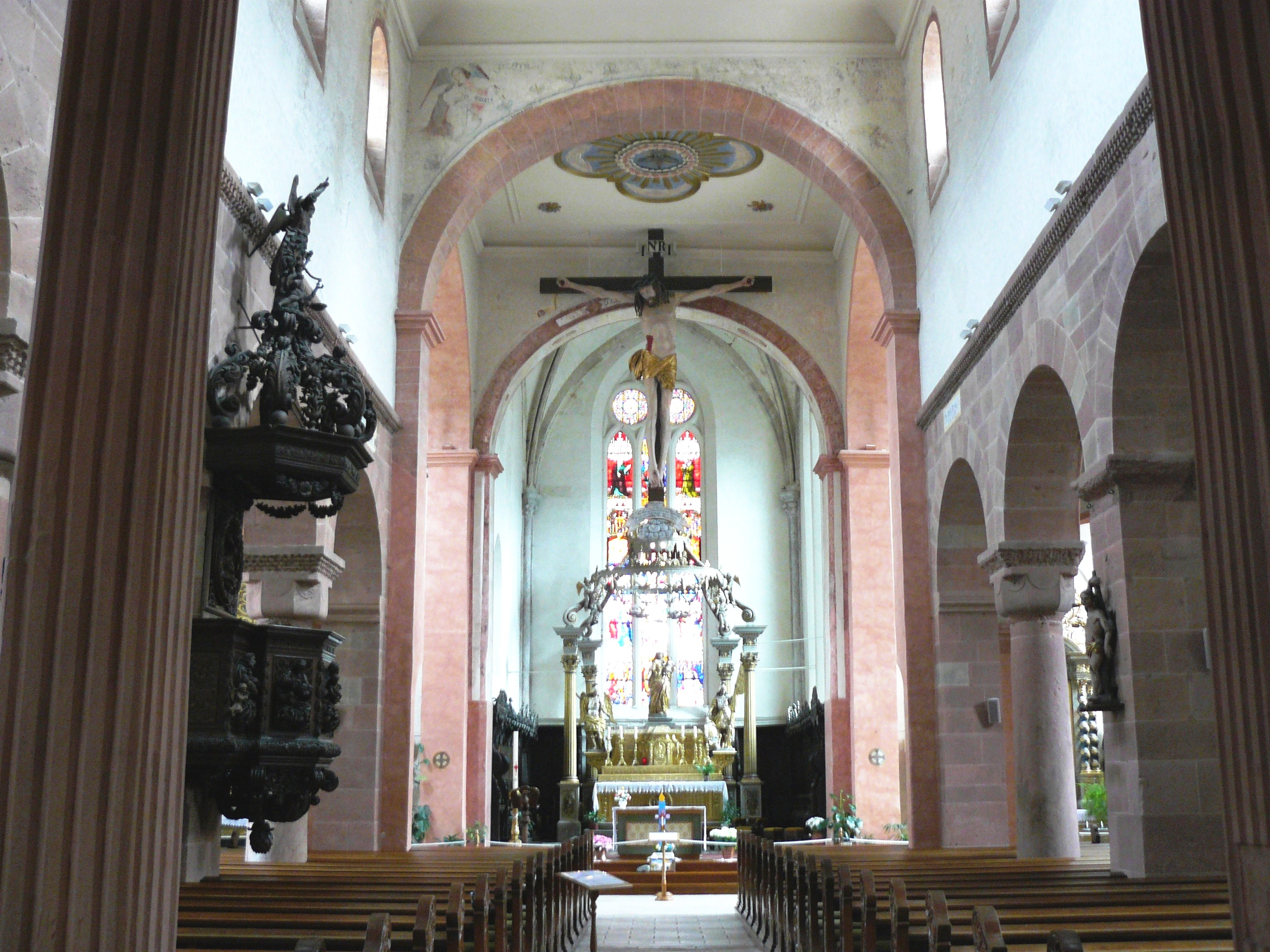
Innenansicht der Stiftskirche Lautenbach
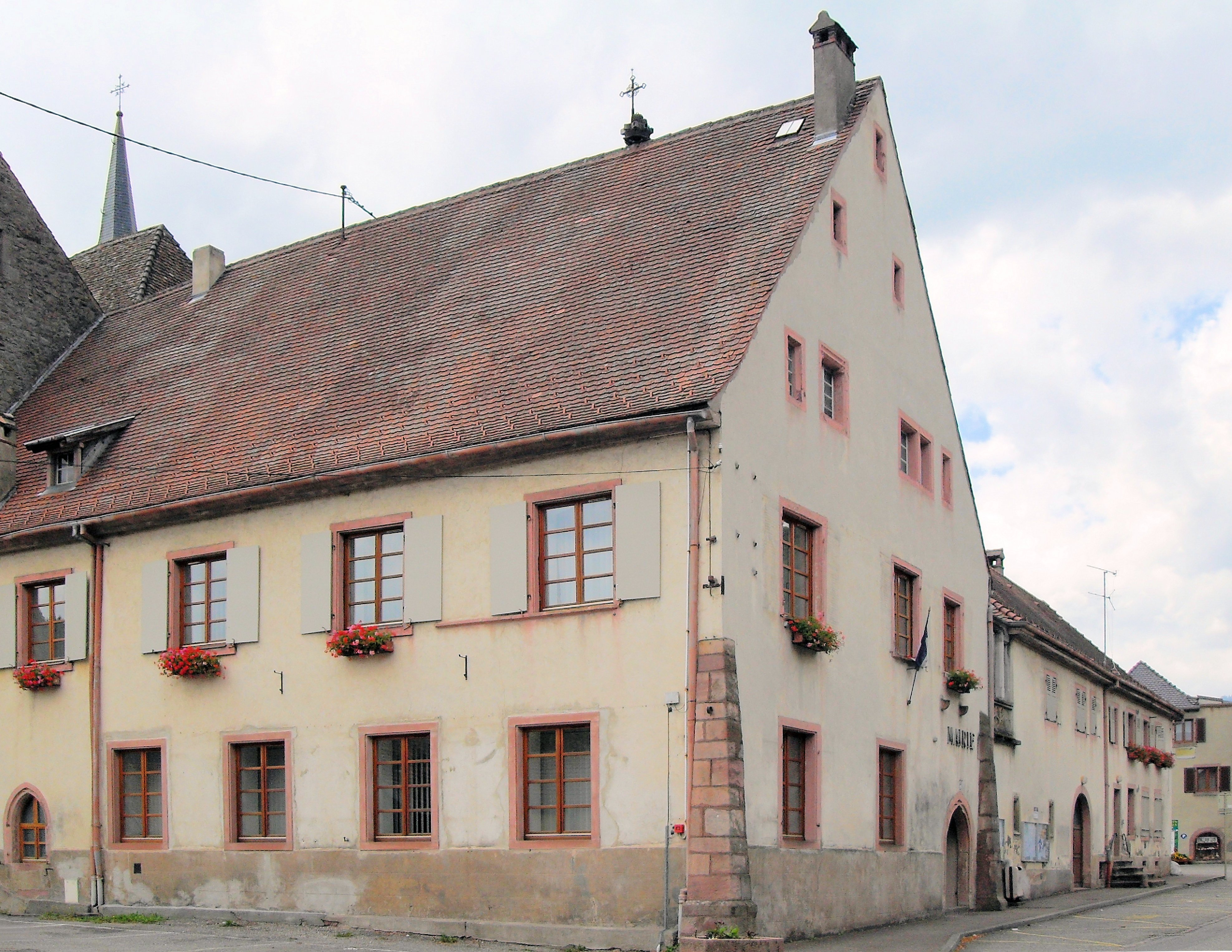
Mairie (Rathaus)
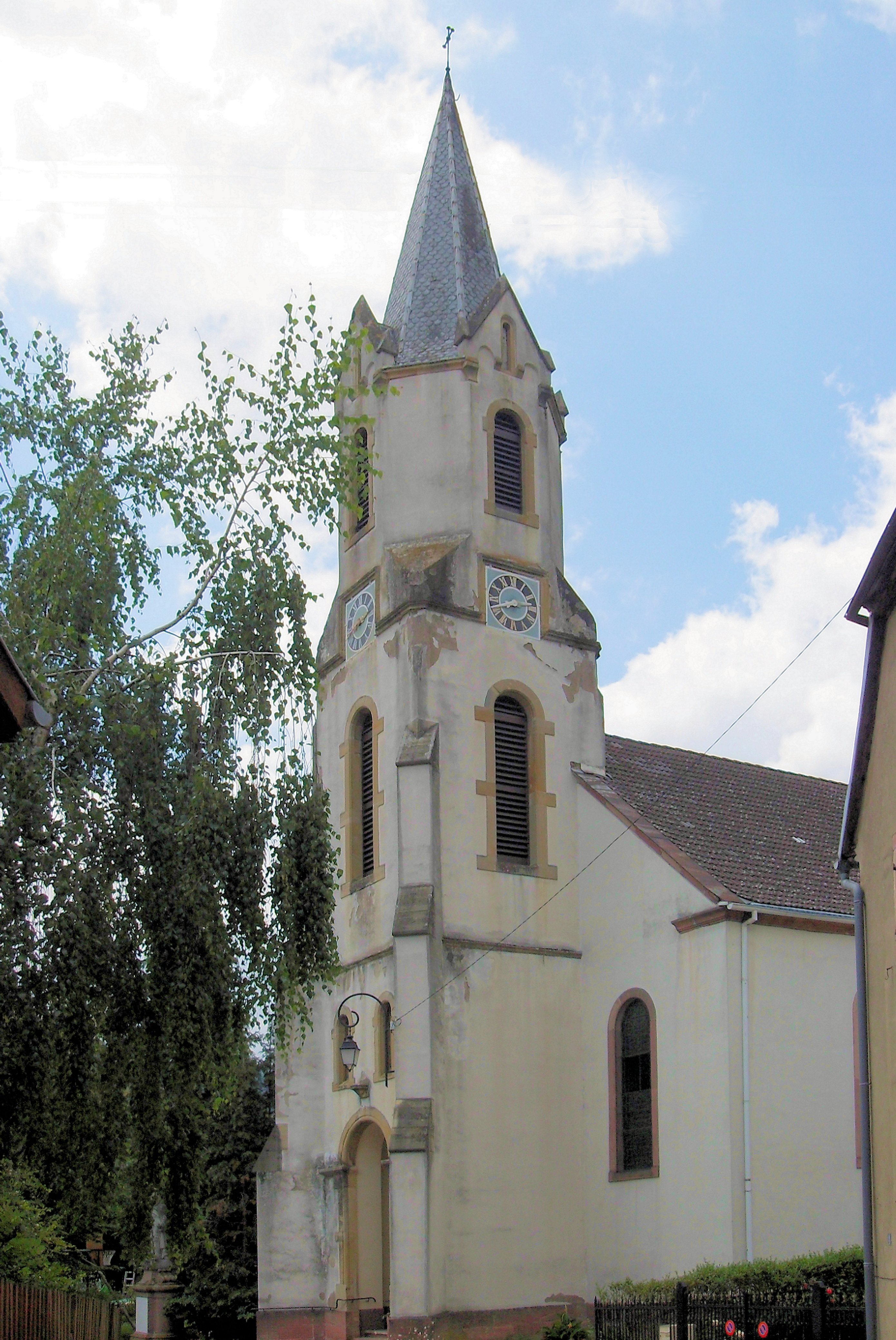
St. Michael Schweighouse

## Persönlichkeiten
- Manegold von Lautenbach (* um 1040; † nach 1103), frühscholastischer Gelehrter, wahrscheinlich in Lautenbach geboren, lebte zeitweise im Stift Lautenbach
- Jean Egen (1920–1995), elsässischer Journalist und Buchautor, in Lautenbach geboren